# Edward Northey
Edward Northey (7 mai 1652 - 14 août 1723), de Woodcote House, Epsom, Surrey, est un avocat et homme politique britannique ayant siégé à la Chambre des communes de 1710 à 1722. Au cours de sa carrière dans le domaine juridique, Northey occupe plusieurs postes de responsabilité et est finalement procureur général. Au Parlement, il conserve une position d'influence après l'avènement du roi George Ier en restant neutre sur des questions politiques importantes. 

## Jeunesse
Edward Northey est né en 1652, fils de l'avocat William Northey et de son épouse Elizabeth Garrett. Il est baptisé à St Mary-le-Bow à Londres. En préparation à une carrière dans le droit, Northey fait ses études à la St Paul's School et est immatriculé au Queen's College d'Oxford le 4 décembre 1668. Il est également admis au Middle Temple en 1668 et admis au barreau en 1674. Il exerce sa profession dans le secteur privé pendant 15 ans, plaidant devant la Chambre des lords à la suite de plusieurs affaires importantes concernant l'exercice du pouvoir par le roi Jacques II. En 1687, peu de temps après la mort de son père, il hérite d'une importante somme d'argent de Lady Wentworth. Il épouse, le 1er décembre 1687, Anne Joliffe, fille de John Jolliffe de St. Martin Outwich, London et Woodcote Green, Surrey. 

## Carrière juridique
En 1689, il devient procureur général du duché de Lancastre et est présenté comme le prochain solliciteur général en 1693, bien qu'il ne soit finalement pas nommé. Il est ensuite impliqué dans le dossier concernant le travail de John Toland, Christianity not Mysterious, arguant avec succès qu'il ne pouvait pas être déclaré hérétique. 
En 1701, lorsque Thomas Trevor est promu juge, Northey est nommé procureur général par Guillaume III d'Orange-Nassau et confirmé l'année suivante lors de l'accession de la reine Anne, lorsqu'il est également anobli. Il conserve son poste pendant six ans, après avoir participé à de nombreux procès, notamment ceux de David Lindsay et de John Tutchin, mais refuse de prendre part au procès Henry Sacheverell. En 1708, il est remplacé par Simon Harcourt, mais il reprend le poste en 1710 et le conserve jusqu'en 1718. 

## Carrière politique
En plus de retrouver le poste de procureur général, il est également élu au Parlement en 1710 en tant que député de Tiverton après l'annulation de l'élection initiale. En tant que juriste, il est immédiatement nommé pour divers comités. Il est réélu député de Tiverton aux élections générales de 1713. Il est politiquement un conservateur modéré et, au cours de son mandat au Parlement, reste en grande partie neutre, ce qui lui permet de rester en poste lors de l'avènement du roi George Ier en 1714. Il exprime sa désapprobation envers le duc de Marlborough en 1712, mais reste par ailleurs non partisan,. 
Aux élections générales de 1715, il est réélu sans opposition en tant que député de Tiverton. En 1718, il est remplacé par Nicholas Lechmere (1er baron Lechmere) au poste de procureur général et accepte une pension de 1 500 £ par an. En 1722, souffrant gravement d'une paralysie de la main droite, il démissionne de son siège parlementaire et se retire chez lui à Epsom. 

## Vie privée
Il vit à Woodcote House, Epsom, Surrey, qu’il a construite après l’acquisition de la propriété en 1710. Il meurt à Epsom en 1723 et est enterré à l'église d'Epsom où se trouve un grand monument près de l'autel. Avec son épouse Anne, il a William, Edward, Elizabeth et Rebecca, ainsi qu'une fille qui meurt avant lui . Sa fille Rebecca épouse Ellerker Bradshaw, député de Beverley et sa fille Anne épouse Robert Raymond (1er baron Raymond). 